# Orthetrum boumiera
Orthetrum boumiera là loài chuồn chuồn trong họ Libellulidae. Loài này được Watson & Arthington mô tả khoa học đầu tiên năm 1978.